# Литтлтон, Эдуард
Э́дуард Ли́ттлтон (англ. Edward Lyttelton; 23 июля 1855 — 26 января 1942) — английский преподаватель, священник и спортсмен. В молодости был крикетистом и  футболистом. Провёл 1 матч за футбольную сборную Англии.

## Биография
Родился в Вестминстере в семье Джорджа Литтлтона и его первой жены Мэри (в девичестве Глинн), которая была сестрой жены Уильяма Гладстона.
Вырос в спортивной семье: пятеро из семи его братьев стали крикетистами: Альфред, Чарльз, Джордж, Артур и Роберт.
Эдуард окончил Итонский колледж, а затем Тринити-колледж Кембриджского университета. Был участником и библиотекарем клуба «Питт» Кембриджского университета.
В 1888 году женился на Кэролин Эйми Уэст, дочери его высокопреподобия Джона Уэста, настоятеля собора Святого Патрика в Дублине. У них родилось двое дочерей.

## Спортивная карьера

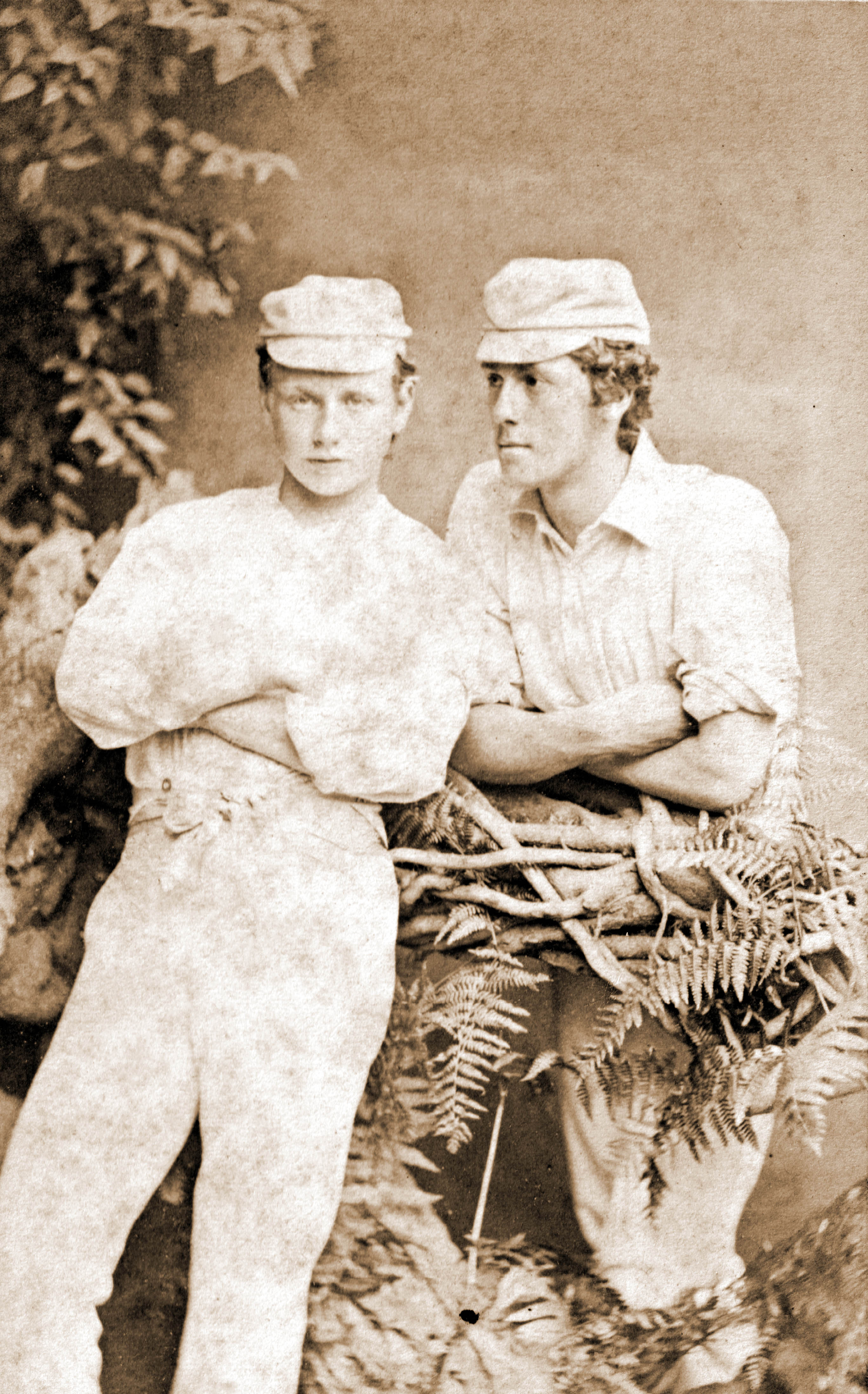
Эдуард (справа) и его младший брат Альфред в Итоне (1872)

Эдуард был бэтсменом в крикетной команде Кембриджского университета и крикетного клуба графства Мидлсекс. Также играл в крикетных матчах за «джентльменов» против «игроков», «И Зингари», за крикетный клуб «Марилебон» и за крикетную команду южной Англии.
В футболе выступал за команду «Кембридж Юниверсити» и за клуб «Олд Итонианс». В сезоне 1875/76 помог «Олд Итонианс» выйти в финал Кубка Англии, где его команда сыграла против клуба «Уондерерс». Матч, который прошёл 11 марта 1876 года на лондонском стадионе «Кеннингтон Овал», завершился вничью 1:1. В переигровке, состоявшейся неделю спустя, «Уондерерс» одержал победу со счётом 3:0. В обоих матчах Эдуард играл вместе со своим братом Артуром.
2 марта 1878 года Эдуард провёл свою единственную игру за национальную футбольную сборную Англии в матче против сборной Шотландии на стадионе «Хэмпден Парк» в Глазго. Шотландцы разгромили соперника со счётом 7:2.

## Преподавательская карьера
С 1880 по 1882 год Литтлтон был помощником директора Веллингтонского колледжа, а затем и Итонского колледжа. В 1883 и 1884 году посещал Каддесонский теологический колледж в ходе подготовки к рукоположению в 1886 году.
В 1890 году был назначен директором колледжа Хейлибери, где работал до 1905 года, после чего стал директором Итонского колледжа. Под его руководством в Итоне мальчики смогли поступать в колледж без знания греческого, а также имели возможность полностью отказаться от изучения классических языков взамен на изучение математики, современных языков, научных и исторических дисциплин. Литтлтон выступал за совместное обучение мальчиков и девочек.
После начала Первой мировой войны выступал с проповедями о мире. Так, в марте 1915 года во время проповеди в церкви Святой Марии в Вестминстере заявил, что не следует осуждать всю немецкую нацию целиком, а любое мирное соглашение должно быть снисходительным к Германии. Это привело к его осуждению со стороны возмущённой общественности, из-за чего Литтлтон покинул пост директора Итона в 1916 году.

## Церковная карьера
В 1917 году стал куратом в приходской церкви Сент-Мартин-ин-зе-Филдс в Вестминстере. С 1918 по 1920 годы был настоятелем небольшого церковного прихода Сайдстренд в Норфолке. В 1920 году стал деканом колледжа Уайтлендс Рохамптонского университета. Читал там лекции по Библии, а также был капелланом. В 1929 году вышел на пенсию.
Был награждён орденом Леопольда I.
В 1930-е годы был почётным священником Нориджа, а в последний год своей жизни — почётным священником Линкольна. Умер в своём доме в Линкольне 26 января 1942 года в возрасте 86 лет. Похоронен в Оверстранде (Норфолк).

## Публикации
Написал несколько книг на тему образования и религии, в том числе:
- «Исследование Нагорной проповеди» (англ. Studies in the Sermon on the Mount)
- «Евангелие от Марка с комментариями» (англ. The Gospel of St. Mark with notes)
- «За что мы сражаемся?» (англ. What Are We Fighting For?)
- «Характер и религия» (англ. Character and Religion)